# شهرستان رویین-نورندا
شهرستان رویین-نورندا (به انگلیسی: Rouyn-Noranda Regional County Municipality) یک منطقهٔ مسکونی در کانادا است که در ابیتیبی-تمیسکامانگ واقع شده‌است. شهرستان رویین-نورندا ۶٬۶۳۲ کیلومتر مربع مساحت و ۳۹٬۶۲۱ نفر جمعیت دارد.